# 博羅德奇齊
49°23′7″N 24°13′50″E / 49.38528°N 24.23056°E

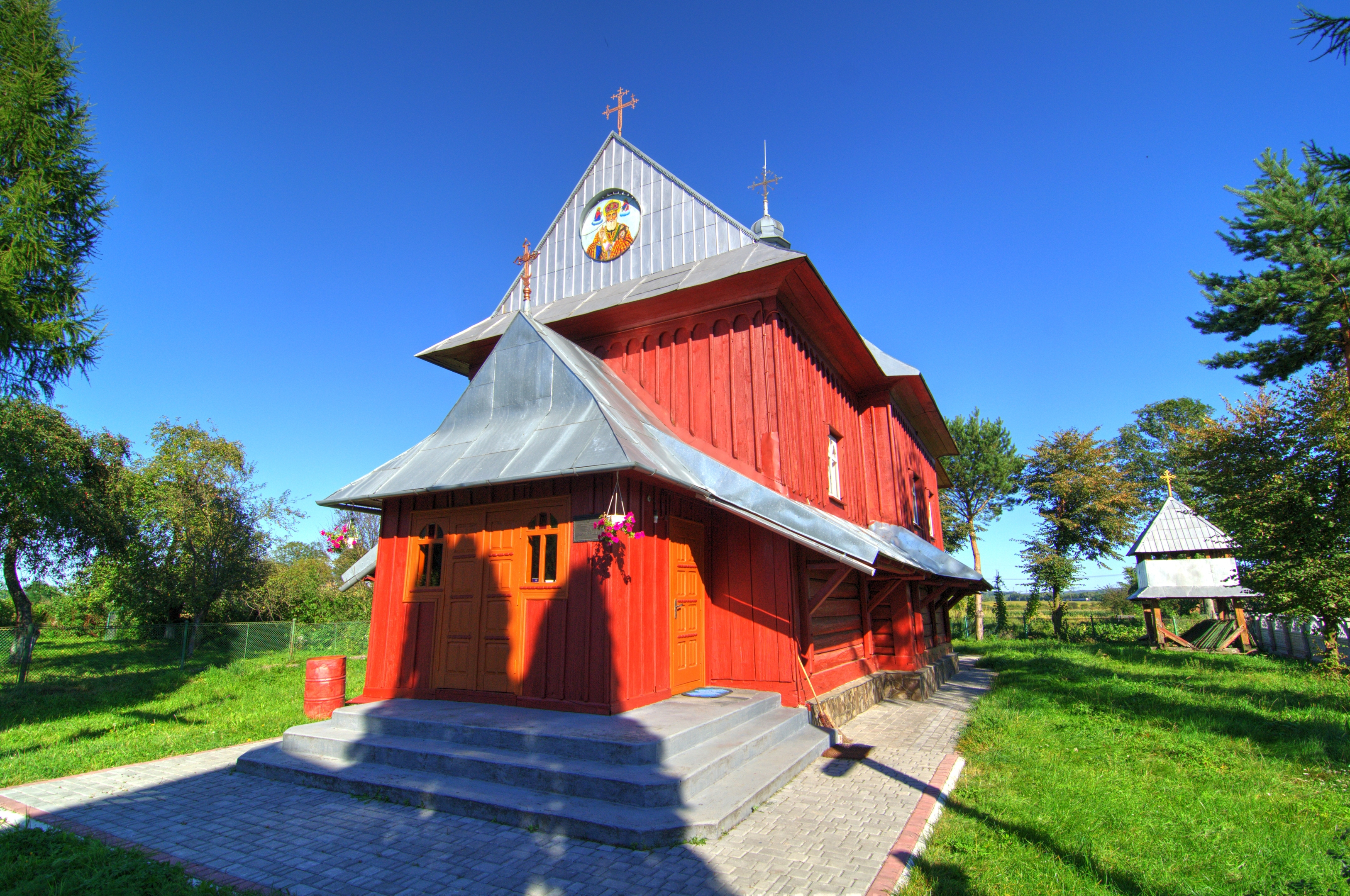

博羅德奇齊（烏克蘭語：Бородчиці），是烏克蘭西部的村莊，隸屬利維夫州的斯特雷區。該村面積0.6平方公里，海拔高度244米，2025年人口132，人口密度每平方公里423.33人。